# Libellago phaethon
Libellago phaethon är en trollsländeart som först beskrevs av Harry Hyde Laidlaw, Jr. 1931.  Libellago phaethon ingår i släktet Libellago och familjen Chlorocyphidae. Inga underarter finns listade i Catalogue of Life.